# Ophion intricatus
Ophion intricatus är en stekelart som beskrevs av Gaspard Auguste Brullé 1846. Ophion intricatus ingår i släktet Ophion och familjen brokparasitsteklar. Inga underarter finns listade i Catalogue of Life.